# Venturiho efekt

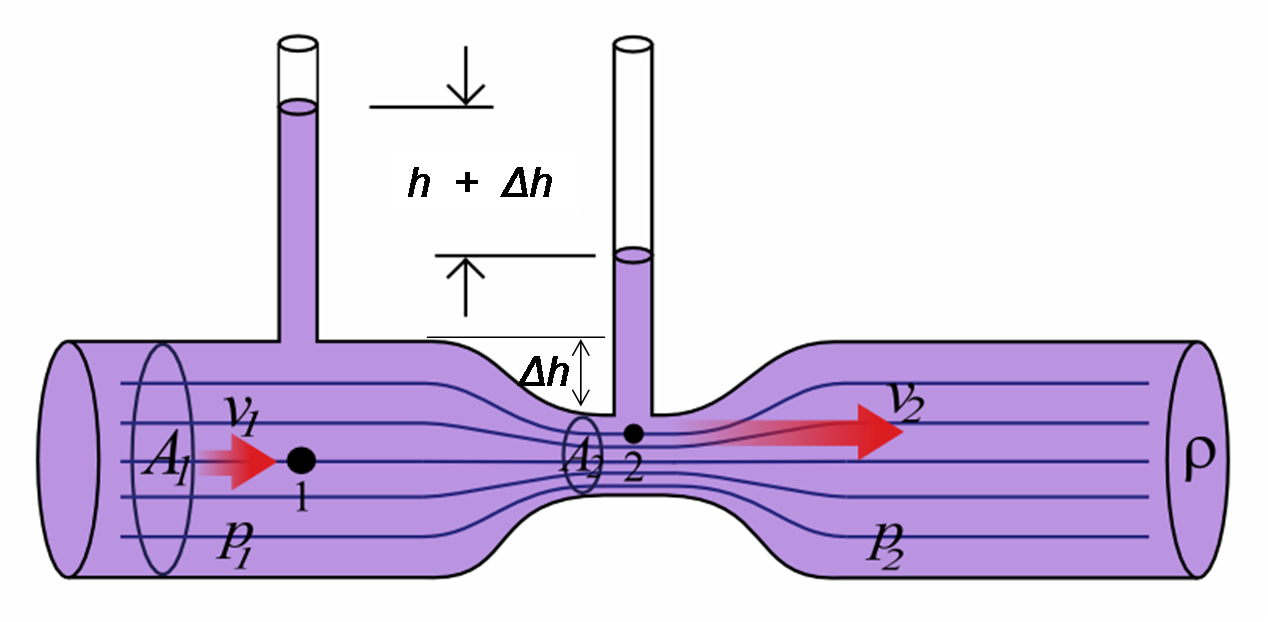
Ilustrace Venturiho efektu. V zúženém místě je menší tlak.

Venturiho efekt (nebo také hydrodynamický či aerodynamický paradox) je jev pojmenovaný po italském fyziku Giovannim Battistovi Venturim (1746–1822). Vychází ze skutečnosti, že tlak v proudící tekutině je nepřímo úměrný rychlosti proudění tekutiny.
Aby menším průřezem trubice prošlo za jednotku času stejné množství kapaliny (jinak by docházelo k hromadění), musí proudění zrychlit ({\displaystyle Sv={\mbox{konst.}}\,} viz rovnice kontinuity). Aby byl splněn všeobecně platný zákon zachování energie, musí být takto získaná kinetická energie vyrovnána snížením tlaku ({\displaystyle p+{\frac {1}{2}}\rho v^{2}=\mathrm {konst.} }).
Vztah pro pokles tlaku u Venturiho trubice plyne přímo z Bernoulliho rovnice.
Totéž platí i pro plyny. Např. podvozky monopostů Formule 1 jsou konstruovány tak, aby pod nimi docházelo k zesílení Venturiho efektu. Vzduch se pod podvozkem urychluje, vzniká podtlak, který přitlačuje automobil k vozovce (přítlak), což zvyšuje stabilitu vozu. K Venturiho efektu dochází i např. ve městech, kde volnému proudění vzduchu brání výškové budovy, vítr tak v zúžených prostorech vane rychleji. Podobný jev nastává v přírodě v úzkých kaňonech, soutěskách či horských průsmycích.

## Příklady využití
- rozprašovače[1]
- karburátory[1][3][2]
- Venturiho sonda (tepelné čerpadlo)[4]
- automobilové difuzory[2]
- injektory